# Шарль, Жак Александр Сезар
Жак Алекса́ндр Сеза́р Шарль (фр. Jacques Alexandre César Charles; 12 ноября 1746, Божанси, Луаре — 7 апреля 1823, Париж) — французский изобретатель и учёный.
Известен как изобретатель воздушного шара, наполняемого водородом или другим газом легче воздуха, получившего по имени изобретателя название шарльер (по аналогии с монгольфьером). Первый его воздушный шар, наполненный водородом, поднялся в Париже с Марсова поля 27 августа 1783 года; в том же году 1 декабря он, вместе с инженером, одним из изготовителей воздушного шара, Николя-Луи Робером (англ.), предпринял своё первое воздушное путешествие.
Открыл названный его именем физический закон: при постоянном объёме давление идеального газа прямо пропорционально его абсолютной температуре или
{\displaystyle {\frac {p}{T}}=const}